# Cylicodiscus
Cylicodiscus là một chi thực vật có hoa trong họ Đậu.